# Imposición de la paz

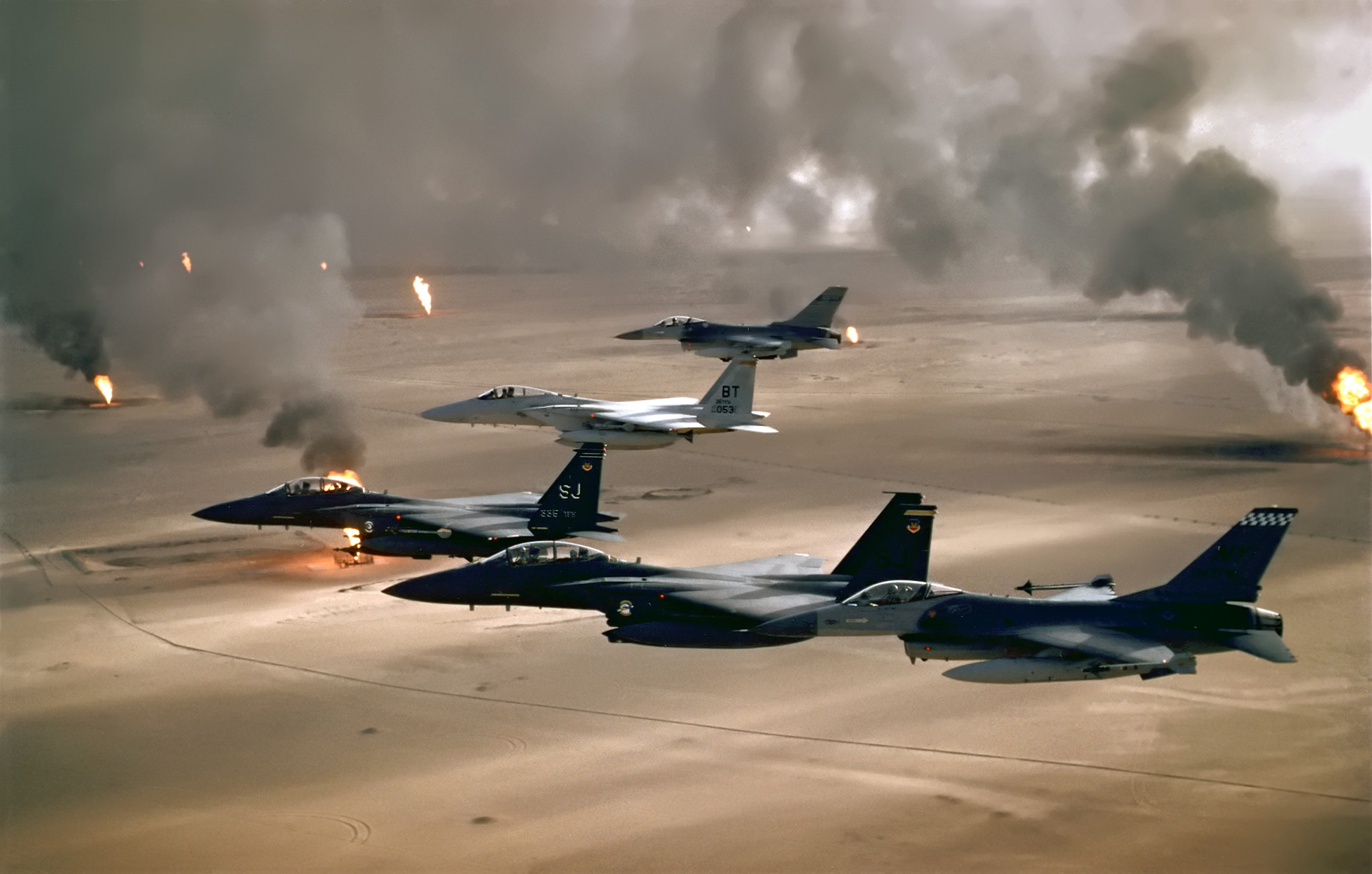
La Guerra del Golfo es un ejemplo de la aplicación por parte de las Naciones Unidas de su resolución que ordenaba la retirada de las tropas iraquíes de Kuwait en 1991.

La imposición de la paz es el uso de diversas tácticas, especialmente la fuerza militar, para forzar la paz en un conflicto armado, generalmente contra la voluntad de los combatientes. Las misiones de imposición de la paz permiten el uso de una fuerza armada no defensiva (es decir, ofensiva, con capacidad de ataque), a diferencia de las operaciones de mantenimiento de la paz, meramente defensivas. De acuerdo con el Capítulo VII de la  Carta de las Naciones Unidas, solamente el Consejo de Seguridad tiene la capacidad de autorizar misiones de imposición de la paz.
La imposición de la paz (en inglés peace enforcement) se diferencia del mantenimiento de la paz (peacekeeping) en que las actividades de imposición de la paz generalmente se llevan a cabo para forzar una paz tras un alto el fuego roto, o para hacer cumplir una paz exigida por las Naciones Unidas.
La imposición de la paz requiere más fuerza militar que el mantenimiento de la paz y, por lo tanto, es llevada a cabo por ejércitos dotados de todo tipo de armamento en cantidad suficiente.Sin embargo, resulta complicado que dure la paz así impuesta, ya que no se abordan los problemas subyacentes que provocaron el conflicto.
Si bien las misiones de mantenimiento de la paz utilizan personal de varios países, las fuerzas de imposición de la paz a menudo provienen de un solo país o de una pequeña coalición.
Quizás los dos ejemplos más destacados de imposición de la paz son la guerra de Corea y la Guerra del Golfo (tras la invasión de Kuwait por Irak). En ambos casos, un país invadió a otro como parte de una guerra de agresión ilegal, solo para ser rechazado por una coalición militar de la ONU.

## Misiones de imposición de la paz

### África
Tanto las Naciones Unidas como la Unión Africana han ejecutado misiones de imposición de la paz en África. La Unión Africana lleva a cabo estas operaciones mediante la utilización de la Fuerza Africana de Reserva.
El Consejo de Seguridad de las Naciones Unidas suele proponer a la Unión Africana la autorización de asociaciones para misiones de imposición de la paz, y la Unión Africana debe solicitar permiso al Consejo de Seguridad para ejecutar operaciones de imposición de la paz. Las Naciones Unidas han recurrido a la Unión Africana para contrarrestar los brotes de conflictos y garantizar la estabilidad. Las fuerzas de paz de las Naciones Unidas (Cascos Azules) se encargan entonces de consolidar la paz.
La Misión de Estabilización de las Naciones Unidas en la República Democrática del Congo fue una misión de imposición de la paz dirigida contra grupos rebeldes armados como el M23.

### Asia central
Entre las misiones de imposición de la paz en Asia Central puede citarse la operación ISAF en Afganistán.

### Oriente Medio y Norte de África
La Operación Protector Unificado es una operación de imposición de la paz llevada a cabo en Libia durante la guerra civil libia de 2011.

## Críticas a la imposición de la paz
Los críticos de la imposición de la paz mediante fuerzas de mantenimiento de la paz de las Naciones Unidas incluyen la violación de los estándares morales de imparcialidad de las fuerzas de mantenimiento de la paz de la ONU, la intervención que viola los estándares para solo imponer una paz que ya existe existente y el uso de fuerza no defensiva. Una solución propuesta ha sido distinguir entre las operaciones llevadas a cabo por las Naciones Unidas y aquellas que han sido autorizadas por el Consejo de Seguridad de las Naciones Unidas. Sin embargo, el uso de fuerzas de paz de las Naciones Unidas para misiones de imposición de la paz sigue siendo objeto de escrutinio, y los críticos sostienen que son las organizaciones regionales, como la Unión Africana y la Liga Árabe, las que deberían encargarse de la imposición.
Las Naciones Unidas han propuesto misiones de imposición de la paz como medio para combatir los conflictos intraestatales en países como Etiopía, Camerún, Sudán, Níger, Burkina Faso y Malí. Sin embargo, estos países han recurrido a tácticas de resolución de conflictos internos y no han solicitado que se realicen estas operaciones externas de imposición.